# The Gentleman from Indiana
The Gentleman from Indiana es una película de drama mudo estadounidense sobreviviente de 1915 dirigida por Frank Lloyd y escrita por Julia Crawford Ivers y Frank Lloyd después de la novela de Booth Tarkington. La película está protagonizada por Dustin Farnum, Winifred Kingston, Herbert Standing, Page Peters, Howard Davies y Juan de la Cruz. La película fue estrenada el 28 de noviembre de 1915 por Paramount Pictures.

## Trama
La película fue anunciada como "un poderoso drama de política y romance".

## Reparto
- Dustin Farnum como John Harkless
- Winifred Kingston como Helen Sherwood
- Herbert Standing como Joe Fisbee
- Páge Peters como Lige Willets
- Howard Davies como Rodney McCune
- Juan de la Cruz como Tom Meredith
- Joe Ray como Skillett
- Elsie Cort como la chica de Skillett
- C. Norman Hammond como el Juez Briscoe
- Helen Jerome Eddy

## Estado de preservación
Una impresión de The Gentleman from Indiana se conserva en la colección de la Biblioteca del Congreso, Packard Campus for Audio-Visual Conservation.